# Abdalónimos
Abdalónimos (starořecky Ἀβδαλώνιμος) byl od roku 332 před naším letopočtem králem Sidónu. Jeho jméno, které je zřejmě semitského původu, kde abd-elohím znamená boží sluha, se dochovalo v různým dalších přepisech, například Abdalonymos.
Ač pocházel ze starého královského rodu, byl natolik chudý, že se živil zahradničením. Když táhl Alexandr Veliký proti Dareiovi III. a zvítězil v bitvě u Issu, vydal se dobýt fénická pobřežní města. Sidónu v té době vládl Stratón II., který se dobrovolně vzdal, ale protože dříve sloužil Dareiovi, byl pro Makedonce nedůvěryhodným. Úkol vybrat nového sidonského vladaře připadl Hefaistiónovi. Ten nejprve nabídl korunu zámožným bratrům, u kterých byl ubytován, ale ti ji odmítl s tím, že král musí být z královského rodu. A doporučili Hefaistiónovi Abdalónima, který v té době trhal na zahradě plevel. Když jej oblékli do královských šatů a přivedli k Alexandrovi, viděl v něm tento určitou královskou důstojnost a zeptal se ho, jak snášel svou chudobu. Abdalónimos Alexandrovi odpověděl, že je se skromným životem spokojen a stejně bude i vládnout. To se Alexandrovi líbilo, jmenoval Abdalónimose králem a věnoval mu Stratónův palác.
Diodóros Sicilský vypráví velmi podobný příběh o králi jménem Ballónymos (starořecky Βαλλώνυμος), kterého ovšem uvádí jako krále Týru. A podobný příběh je i u Plútarcha, který krále nazývá Alonymus a za místo jeho panování označuje Pafos.
V roce 1887 byly u Sidónu objeveny sarkofágy, z nichž jeden byl původně označován za Alexandrův sarkofág. To bylo později vyloučeno a za jednoho z možných majitelů sarkofágu je označován právě Abdalónimos.
Podle příběhu, jak jej vylíčil Quintus Curtius Rufus, napsal na přání císařovny Marie Terezie italský libretista Pietro Metastasio své libreto Il re pastore. Jeho nejznámějším zhudebněním je stejnojmenná serenáta Il re pastore od Wolfganga Amadea Mozarta uvedená poprvé v roce 1775 v Salcburku.